# قله سیتادل
قله سیتادل (به انگلیسی: Citadel Peaks) یک تپه در ایالات متحده آمریکا است که در پارک ملی گلیشر واقع شده‌است. قله سیتادل ۲٬۴۵۰٫۶۲ متر بالاتر از سطح دریا واقع شده‌است.